# Le nuove musiche
Le nuove musiche neboli Nová hudba je název sbírka barokních monodií a písní pro sólový hlas a basso continuo italského hudebního skladatele Giulia Cacciniho. 

## Historie
Sbírka byla publikována ve Florencii v červenci roku 1602. Je to jeden z prvních a nejvýznamnějších příkladů hudby komponovaných podle prostého barokního stylu, tzv. druhé praxe. Zahrnuje 12 madrigalů a 10 árií.
Svazek byl věnován Lorenzu Salviatimu a je datován do roku 1601. Do tisku šel na začátku roku 1602, avšak z důvodu úmrtí vydavatele Giulia Marescottiho ještě před dokončením vydání, byl tisk odložen na červenec 1602.

### Text
Caccini odsuzoval některé ozdoby, které prováděli zpěváci té doby a považoval je za nevhodné. Nadále propagoval vlastní styl a zároveň opovrhoval konzervativnějšími skladateli své doby.
Úvod svazku nastiňuje záměr a účel správného provedení tehdejší monodie. Zahrnuje hudební ukázky, například jak lze konkrétní pasáž provést s různými ornamenty, dle vkusu a „pocitu“, které hodlá zpěvák vyjádřit.